# Mannaluoppal
Mannaluoppal är en sjö i Jokkmokks kommun i Lappland och ingår i Luleälvens huvudavrinningsområde. Sjön har en area på 0,17 kvadratkilometer och ligger 367,9 meter över havet. Sjön avvattnas av vattendraget Appokälven.

## Delavrinningsområde
Mannaluoppal ingår i det delavrinningsområde (737137-166870) som SMHI kallar för Utloppet av Mannaluoppal. Medelhöjden är 393 meter över havet och ytan är 3,84 kvadratkilometer. Räknas de 11 avrinningsområdena uppströms in blir den ackumulerade arean 146,45 kvadratkilometer. Appokälven som avvattnar avrinningsområdet har biflödesordning 3, vilket innebär att vattnet flödar genom totalt 3 vattendrag innan det når havet efter 248 kilometer. Avrinningsområdet består mestadels av skog (44 procent) och sankmarker (39 procent). Avrinningsområdet har 0,17 kvadratkilometer vattenytor vilket ger det en sjöprocent på 4,4 procent.